# شارب (شركة)
شركة شارب أو مجموعة شارب (بالإنجليزية: Sharp Corporation)‏ (باليابانية: シャープ株式会社)، شركة يابانية متعددة الجنسيات رائدة في مجال تصميم وتصنيع المنتجات الإلكترونية. يقع مقرها الرئيسي في مدينة ساكاي- كو، ساكاي، ولاية أوساكا. في عام 2016، استحوذت عليها مجموعة فوكسكون التايوانية، ويعمل بها أكثر من 50,000 شخص حول العالم.
تأسست الشركة في سبتمبر 1912 في مدينة طوكيو عاصمة اليابان. استمدت اسمها من أحد الإختراعات الأولى لمؤسسها، قلم الرصاص الميكانيكي إيفر- شارب الذي اخترعه توكوجي هاياكاوا في عام 1915.

## التاريخ

### في الفترة ما بين عام 1912- 1945

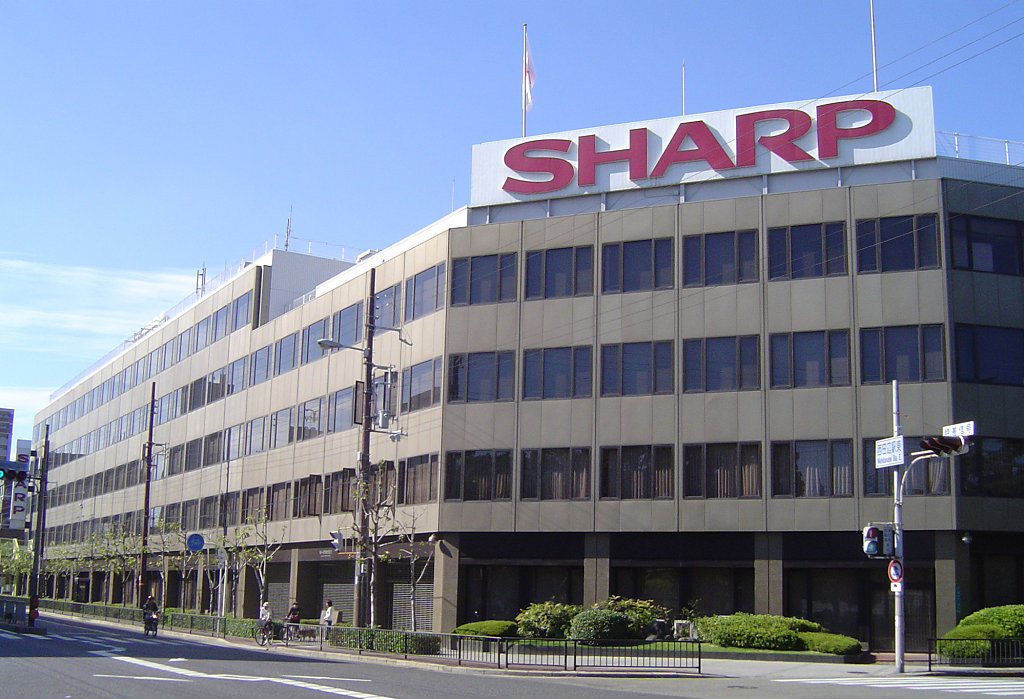
مقر مجموعة شارب السابق في أبينو-كو، أوساكا.

في عام 1912، أسس توكوجي هاياكاوا ورشة حدادة في مدينة طوكيو. أول اختراعاته كان إبزيم سريع يسمى «توكيوبيجو». بينما اختراعه الأشهر هو قلم الرصاص الميكانيكي إيفر- شارب، اخترعه في عام 1915، والتي استمدت منه الشركة اسمها تخليدا له. بعد زلزال كانتو الكبير عام 1923، انتقلت الشركة إلى مدينة أوساكا وبدأت في تصنيع الجيل الأول من أجهزة الراديو اليابانية، التي تم طرحها في الأسواق في عام 1925.
تأسست الشركة تحت اسم هاياكوا للأعمال المعدنية في عام 1924، في تانابي شو، أوساكا. في عام 1942، تم تغيير الاسم إلى شركة هاياكوا الهندسية الكهربية.

### في الفترة ما بين 1945-1999

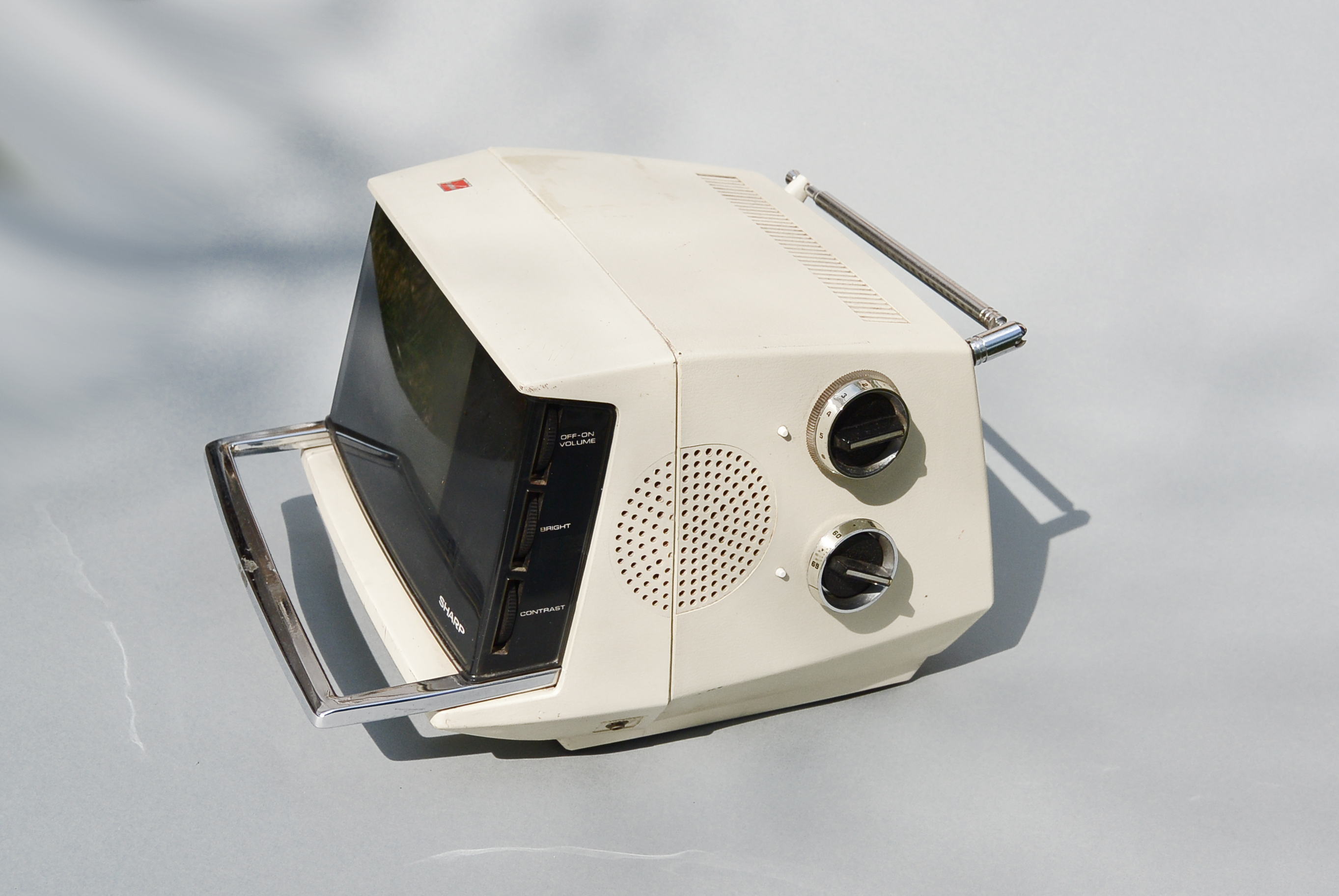
تلفزيون شارب محمول

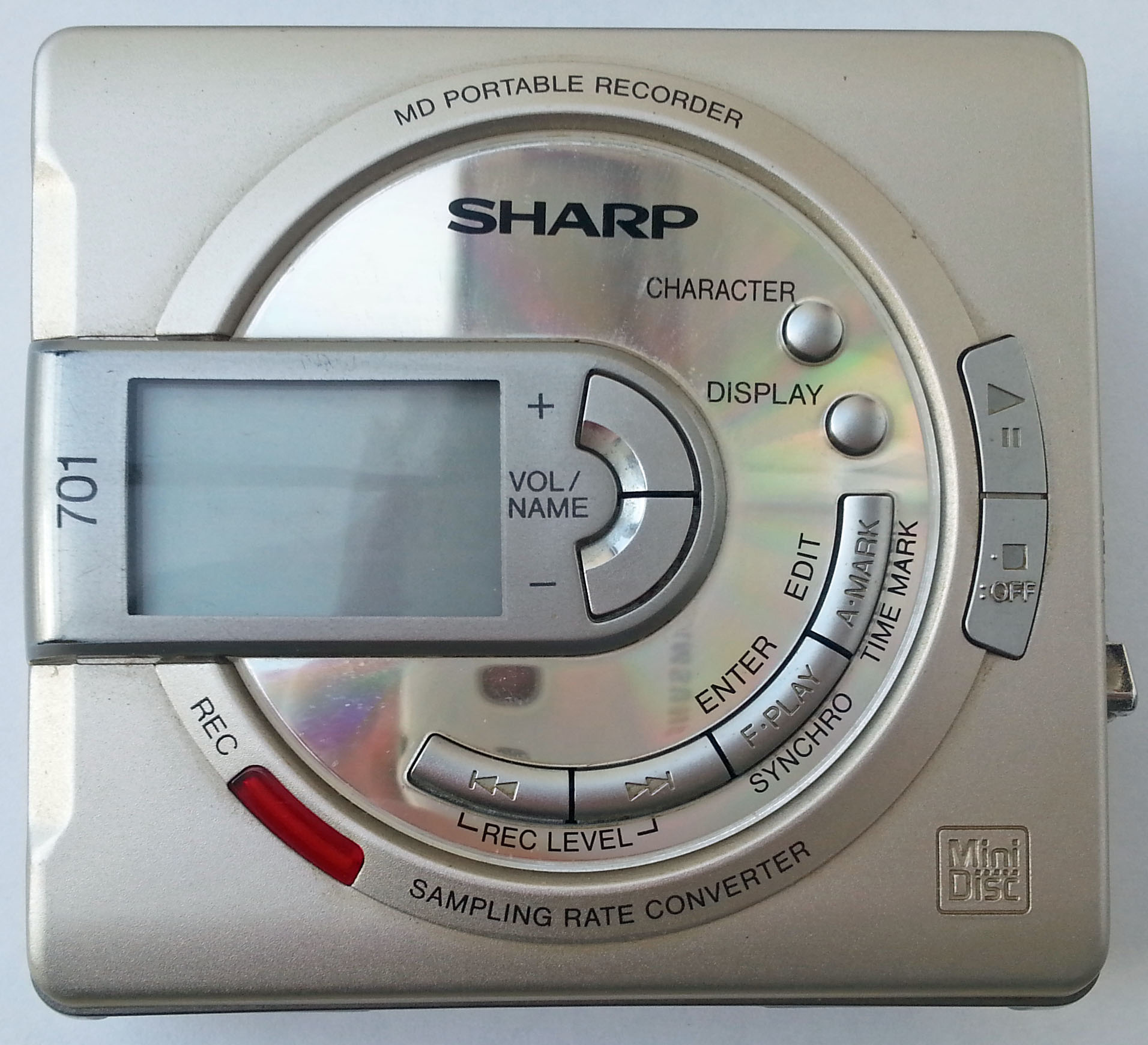
شارب إم دي- إم إس 701 إتش

في عام 1953، بدأت شركة هاياكاوا الكهربية في تصميم وإنتاج أول أجهزة تلفزيون يابانية الصنع، أطلق عليها شارب تي في 3- 14 تي.
في عام 1964، طورت الشركة أول آلة حاسبة تعمل بالترانزستور على مستوى العالم، أسمتها شارب سي إس- 10 إيه. وصل سعرها آنذاك ما يقرب من 535,000 ين ياباني (1,400 دولار أمريكي). تطلب الأمر العديد من السنوات من مجموعة شارب لتطوير الآلة حيث أنهم لم يمتلكوا أي خبرة في تصميم وإنتاج الأجهزة الحسابية في ذلك الوقت. بعد عامين، أي في 1966، قدمت شارب أول آلة حاسبة إلكترونية بالكامل باستخدام دائرة 145 ثنائية القطب من تصميم شركة ميتسوبيشي إلكتريك. بيعت الآلة الواحدة أنذاك بحوالي 350,000 ين ياباني (ما يعادل 1,000 دولار أمريكي). في عام 1969، قدمت شارب للأسواق العالمية أول آلة حاسبة من دارة متكاملة لها. تعتبر تلك الآلة هي أول آلة حاسبة تحمل في الجيب بسعر أقل من 100,000 ين ياباني (ما يعادل 300 دولار أمريكي). لاقت الآلة رواجا واسعا واعتبرت طفرة من طفرات العصر. بالتزامن مع مصانع الآلات الحاسبة قدمت المجموعة أول فرن ميكروويف بقاعدة دوارة في الفترة ما بين عامي 1964 و 1966. في عام 1970، تم تغيير اسم المجموعة إلى إسمها الحالي، مجموعة شارب.
في عام 1973، قدمت شارب أول آلة حاسبة إل سي دي. سطع نجم تاداشي ساساكي في تلك الحقبة وتم اعتباره من أشهر مخترعي الألات الحاسبة إل سي دي.
مع دخول الثمانينات، وثقت شارب تعاونها مع شركة نينتندو وحصلت في عام 1983، على حقوق الترخيص اللازمة لتصنيع وتطوير تلفاز سي 1 إن إي إس. حقق التلفاز الجديد رواجا هائلا داخل أمريكا الشمالية تحت اسم، تلفاز شارب نينتندو. ساعدت المبيعات الكبيرة للتلفاز على مستوى العالم بشكل عام وداخل الولايات المتحدة بشكل خاص شركة شارب في الحصول على حقوق الترخيص اللازمة لتطوير ذا توين فاميكوم عام 1986، ذا شارل فاميكوم عام 1989 وتلفاز إس إف-1 إس إن إي إس في عام 1990.
في أواخر سبعينيات القرن الماضي، بدأت شارب بتصميم وإنتاج أفران ميكروويف منخفضة التكلفة للاستخدام السكني بعد أن كانت حكرا على الفنادق والمطاعم الكبيرة. كما دخلت سوق أجهزة الاستريو عالية الجودة في عام 197، من خلال تقديم أجهزة الاستقبال مكبرات الصوت، مكبرات الصوت والأقراص الدوارة، مشغلات الكاسيت.
تم تطوير خط إنتاج أو تونيكا، خط إنتاج يتكون من معدات عالية الجودة والكفاءة في عام 1979 لتشمل معدات أكثر دقة وأعلى تقنية. في تلك الفترة، قدمت مجموعة شارب ميزة التقنية الرقمية للمنتجات جنبا إلى جنب مع المنتجات التناظرية التقليدية، لتقدم بذلك مجموعة كاملة من منتجات أوبتونيكا تتراوح من أجهزة استقبال منخفضة الطاقة إلى أجهزة الاستقبال عالية الطاقة.
في عام 1981، تم تطوير الخط مرة أخرى وأصبح خط أساسي لتصميم وإنتاج أنظمة ستيريو رقمية عالية الجودة مع ميزات تكنولوجية يتضح فيها الاتجاه نحو العصر الرقمي. توقف الخط بعد عام 1981، لكن أعيد افتتاحه مرة أخرى في أواخر ثمانينات القرن الماضي ليعمل كخط إنتاج أجهزة التلفزيون، مكبرات الصوت وأجهزة الكاسيت.

### في الفترة ما بين 2000-2012
في عام 2000، أعلن قسم الاتصالات المتنقلة عن الانتهاء من تصميم وإنتاج أول هاتف تجاري بكاميرا خلفية في العالم، موديل جي- إس إتش 04.
مع دخول عام 2000، بدأت شارب بالاستثمار في مصانع إنتاج لوحات إل سي دي على غرار مصنع كامياما في عام 2004، ساكاي في عام 2009. لا يزال مصنع ساكاي المصنع الوحيد من الجيل العاشر على مستوى العالم والأفضل في إنتاج اللوحات 60 بوصة أو الأكبر.
تسببت الأزمة المالية في عام 2008 وقوى عملة الين (خصوصا عند مقارنتها مع الون) إلى خفض الطلب العالمي على لوحات إل سي دي اليابانية. بالإضافة إلى اكتمال عملية تحويل البث التلفزيوني إلى عملية رقمية بالكامل داخل اليابان في منتصف عام 2011. الأمر الذي عالجته الحكومة اليابانية سريعا بتوزيع كوبونات خصم على أجهزة التلفزيونات الرقمية لتشجيع المستهلكين على الشراء، استمرت تلك السياسة حتى مارس 2011. أثرت تلك السياسة سلبيا على سوق تلفزيونات إل سي دي اليابانية فانخفضت المبيعات إلى النصف تقريبا في عام 2011 عند مقارنتها مع مبيعات 2010. أثرت جميع تلك الأحداث سلبا على مبيعات شارب لشاشات إل سي دي، على سبيل المثال، عانى مصنع شاشات إل سي دي في ساكاي من انخفاض معدل التشغيل حتى الربع الثالث من عام 2012.
في يونيو 2005، أعلنت شركة شارب عن تصميمها لأكبر تلفزيون إل سي دي في ذلك الوقت، بعرض 65 بوصة. تم طرحه للبيع في اليابان في أغسطس 2005.
في الفترة ما بين عام 2005 وعام 2010، أصبحت مجموعة شارب أكبر علامة تجارية في سوق الهواتف المحمولة في اليابان. منذ ذلك الحين، تغير مركزها في الأرباع المالية ضد منافسيها مثل فوجيتسو، أبل وسوني.
تستحوذ مجموعة شارب حاليا على أغلبية حصة بايونير في عام 2007.
في عام 2007، أعلنت مجموعة شارب عن تصميمها لنموذج أولي لأكبر تلفزيون في ذلك الوقت، بحجم يصل إلى 108 بوصة. في يوليو 2008، أعلنت مجموعة شارب عن دخول النموذج حيز الإنتاج.
في عام 2008، أعلنت مجموعة شارب عن تعاون مشترك بينها وبين شركة إم بلايز للهواتف المحمولة في مونولث، تحت شعار «مشروع طموح لتصميم الجهاز المحمول الشامل المطلق». لم يتم طرح المشروع في السوق مطلقا. تم اختيار مطوري البرامج الرئيسيين لاحقا من قبل شركات أخرى.
في 25 يونيو 2009، أعلنت مجموعة شارب عن مشروع تعاون مشترك مع شركة بايونير في مجال الأعمال الضوئية، سمى المشروع "مؤسسة بايونير الرقمية للتصميم والإنشاء.
في عام 2012، كشفت مجموعة شارب النقاب عن أكبر تلفزيون في ذلك الوقت بحجم يصل إلى 80 بوصة. بعد تعاون مع شركة أجوس. طرح التلفاز في السوق الياباني بما يقرب من 950,000 ين ياباني.

### الفترة ما بين 2012 والحاضر
احتفلت مجموعة شارب في عام 2012 بالذكرى المئوية الأولى لها، لكن بأسوا سجل مالي في تاريخها، بخسارة قدرها 376 مليار ين ياباني (4.7 مليار دولار أمريكي) في أبريل 2012. في سبتمبر من نفس العام، أعلنت شارب عن تسريح عدد من العمال وخفض العمالة بها. في عام 2014، تمكنت شارب من وقف نزيف الخسارة وتحقيق صافي دخل إيجابي في الربع الأول من العام.
في مارس 2012، أعلنت شركة الإلكترونيات التايوانية، هون هاي، المعروفة عالميا باسم فوكسكون، على شراء 10% من أسهم شركة شارب مقابل 806 مليون دولار أمريكي، وشراء 50% من أجهزة تلفزيون إل سي دي المصنوعة في مصنع ساكاي اليابان. في يونيو 2012، صرح تيري جو، رئيس مجلس إدارة شركة هون هاي، ببداية العمل على صفقة شراء 50% من حصة مصنع ساكاي. لم يساعد ذلك على إعادة قيمة شارب التسويقية إلى الريادة مرة أخرى، بل استمر مسلسل السقوط. أعلن تيري جو عن الصفقة في مارس وصل فيها سعر السهم الواحد إلى 550 ين ياباني، استمر سعر السهم في السقوط حتى وصل في 3 أغسطس إلى 192 ين ياباني. اجتمعت الشركتين مرة أخرى لإعادة التفاوض على سعر السهم، لكن لم تثمر الإجتماعات بنتيجة مرضية لهما.
قادت شارب حصة سوق الهواتف المحمولة في السوق الياباني في أبريل 2012. في مايو 2015، احتلت مجموعة شارب المركز الثالث في حصة سوق الهواتف المحمولة في السوق الياباني.
في مارس 2013، أعلنت مجموعة شارب عن قبولها استثمار بقيمة 100 مليون دولار أمريكي من شركة سامسونج.
في عام 2013، أعلنت مجموعة شارب عن نجاحها في تصميم وتصنيع أول خلية شمسية تستطيع تحويل 44.4% من ضوء الشمس الساقط عليها إلى كهرباء، لتصبح بذلك الخلية الشمسية الأكثر كفاءة في العالم. في العام نفسه، أعلنت مجموعة شارب عن حصولها على المركز العاشر كأكبر شركة مصنعة لأجهزة التلفزيون في العالم كله من حيث حصتها في سوق اليابان.
بعد سنوات من الخسائر الفادحه في تصميم وإنتاج أجهزة التلفاز خارج البلاد، قررت مجموعة شارب بيع مصنع المكسيك لإنتاج أجهزة التلفزيون إلى شركة هايسنس للإلكترونيات الصينية مقابل 23.7 مليون دولار في يوليو 2015. شمل الإتفاق حقوق استخدام علامة شارب وكل مصادر القنوات التابعة لها في أمريكا الشمالية والجنوبية باستثناء البرازيل. يعني هذا خروج مجموعة شارب من سوق التلفزيون في الأمريكتين (باستثناء البرازيل). يرى خبراء التسويق أن تلك الصفقة تدل على التراجع السريع لمجموعة شارب في سوق كانت رائدة له لعدة عقود. في عام 2015، بلغت حصة شارب السوقية في أجهزة التلفزيون داخل أمريكا الشمالية ما يقرب من 4.6% فقط على الرغم من حفاظها على قيمتها وحصتها السوقية كأحد أكبر مصنعي التلفاز في السوق الياباني.
في أكتوبر 2015، أعلنت مجموعة شارب عن مشروع هاتف ذكي، يعمل أيضا كإنسان آلي يسمى روبوهون سيتم عرضه في السوق الياباني في عام 2016.
في أكتوبر 2015، بدأت مجموعة شارب في بيع أول تلفزيون تجاري بدقة 8ك، لتكون بذلك هي الشركة الأولى. بلغ قيمة التلفزيون موديل إل في- 85001 بحجم 85 بوصة حوالي 16 مليون ين ياباني (ما يعادل 133,000 دولار أمريكي). وأن الجهاز سيخضع لبث تجريبي من هيئة الإذاعة اليابانية العامة بداية من عام 2016، مع توقع انتشار ورواج للجهاز بحلول أولمبياد طوكيو 2020.
في 25 فبراير 2016، أعلنت مجموعة فوكسكون عن نيتها لشراء 66% من أسهم شركة شارب مقابل 700 مليار ين ياباني (ما يعادل 6.24 مليار دولار أمريكي). مع ذلك، تم تأجير الصفقة لفترة وجيزة بسبب التزامات مالية غير متوقعة.
في 30 مارس 2016، أعلنت مجموعة فوكسكون عن موافقتها لدفع 3.5 مليار دولار أمريكي مقابل الحصة فقط. كانت المجموعة ترغب في استخدام الصفقة لتوسيع رقعه مبيعات المنتجات المباشرة إلى للمستهلك بدلا من كونها شريك في المصنع.
في سبتمبر 2016، كشفت مجموعة شارب النقاب عن مركبة شارب إنتوليوس المؤتمتة بدون سائق طراز إيه- يو جي في في ندوة المعارض السنوية الدولية الثانية والستين في أورلاندو، فلوريد.
في مارس 2017، بدأت عملية هدم المقر السابق لشركة شارب.
في 28 أبريل 2017، استطاعت مجموعة شارب تحقيق أول ربح تشغيلي منذ ثلاث سنوات، بعد عمليات إعادة الهيكلة التي قامت بها فوكسكون داخل مجموعة شارب.

## العمليات

### اليابان
صافي المبيعات لعام 2003 بلغ 16.8 مليار دولار.
توظف الشركة 46600 موظف، يعيش نصفهم تقريبًا خارج اليابان.
تعمل من 64 مقر في 30 دولة ويتم توزيع منتجاتها في 164 دولة حول العالم. تتداول العديد من الشركات التابعة لها تحت اسم إلكترونيات شارب.
كانت شارب من بين أفضل 100 منفق على البحث والتطوير في قائمة نشرتها مجلة آي إي إي إي سبيكتروم في عام 2002.
يقع المقر الرئيسي لشركة شارب في تاكومي تشو، ساكاي. حيث كان الانتقال إلى ساكاي في عام 2016، كان المقر الرئيسي في أبينو-كو بأوساكا حيث أعاد هاياكاوا العمل في عشرينيات القرن الماضي.

### أوروبا
في عام 2007، افتتحت شارب مصنعًا لتصنيع شاشات الكريستال السائل في بولندا. قام المصنع في البداية بتصنيع وحدات أل سي دي باستخدام لوحات أل سي دي مستوردة من شارب اليابان.
في سبتمبر 2014، أعلنت شارب أن شركة الإلكترونيات السلوفاكية شركة يونيفرسال ميديا (يو أم سي) تحصل على ترخيص العلامة التجارية الحصري من شارب وأن شركة التلفزيون والصوت الأوروبية التابعة لها شركة يونيفرسال ستستحوذ أيضًا على مصنع شارب البولندي. كجزء من الصفقة، ستدعم شارب تصميم وتطوير أجهزة التلفزيون التي تبيعها شركة يونيفرسال تحت اسم العلامة التجارية شارب.
في الشهر نفسه، أعلنت شارب أيضًا عن شراكة مع فستيل في أوروبا للسلع البيضاء. ستبيع فستيل السلع البيضاء التي تحمل علامة شارب (باستثناء مكيفات الهواء)، مثل الثلاجات وأفران الميكروويف التي تصنعها شارب في تايلاند والصين. كما سترخص شارب اسم علامتها التجارية لشركة فستيل للأجهزة المنزلية كبيرة الحجم مثل الثلاجات والغسالات والأفران. ستركز الأعمال في أوروبا المتبقية لشركة شارب بعد ذلك على قطاع الأعمال التجارية بما في ذلك الطابعات متعددة الوظائف وحلول الطاقة.
في عام 2017، استحوذت شارب على حصة الأغلبية (56.7٪) في سكاي تيك يو أمي سي، والتي تضمنت مصنع يو أم سي أوروبا.

### المصانع
- بولندا: شارب بولندا للتصنيع. في تورون، بولندا (أوروبا)
- إندونيسيا: تمتلك شارب أيضًا منشأة لتصنيع الثلاجات في كراوانغ بإندونيسيا، تم إنشاؤها عام 2014.[48]
- ماليزيا: تمتلك شارب مصنع تلفزيون للتصدير فقط في منطقة هايكوم الصناعية في شاه عالم، سيلانجور. يقوم هذا المصنع بتصنيع أجهزة التلفزيون للتصدير فقط إلى أمريكا الشمالية. تمتلك شارب أيضًا مصنعين للأجهزة المنزلية، مصنع باتو باهات في جوهر الذي يصنع المعدات السمعية والبصرية مثل أجهزة التلفزيون ومشغلات بلو راي، ومصنع سونغاي بيتاني في قدح الذي يصنع أجهزة الراديو بالإضافة إلى أجهزة المطبخ مثل الخلاطات وقدور طهي الأرز.[49] في السابق كان هناك مصنع في بيتالينج جايا يصنع أجهزة التلفزيون وأجهزة الفيديو وأفران الميكروويف والغسالات والثلاجات، وقد تضرر هذا المصنع بشدة بسبب الأزمة المالية الآسيوية عام 1997 وتم إغلاقه حيث نقلت شارب منتجات الأجهزة إلى باتو باهات (أجهزة التلفاز وأجهزة الفيديو) أو سونغاي بيتاني (أفران الميكروويف)، أو خارج البلاد تمامًا (الثلاجات والغسالات) في محاولة لتقليل تكاليف التشغيل.
- (سابقًا) المكسيك: مصنع شاشات الكريستال السائل (شارب المكسيك للإلكترونيات)، تأسس كمصنع لتلفزيونات سي آر تي الملون في عام 1997، بدأ إنتاج شاشات الكريستال السائل في عام 2003، ثم تم افتتاح مصنع شاشات الكريستال السائل الثاني في عام 2007.[50] تم بيع تسهيلات وحقوق استخدام علامة شارب التجارية على أجهزة التلفزيون في أمريكا الشمالية لشركة هايسنس في عام 2015.[51]

## مخالفات قانون مكافحة الإحتكار

### الولايات المتحدة
في 8 نوفمبر 2008، أعلنت وزارة العدل الأمريكية أن مجموعة شارب قد وافقت على دفع 120 مليون دولار كغرامة جنائية. وفقًا للإعلان، شاركت مجموعة شارب في مؤامرات لتثبيت سعر لوحة TFT LCD لشاشات كمبيوتر ديل وأجهزة الكمبيوتر المحمولة (2001-2005) وهواتف رازر من موتورولا (2005-2006) وأجهزة آي بود من شركة أبل (2005-2006).

### اليابان
في 18 ديسمبر 2008، أمرت لجنة التجارة العادلة اليابانية مجموعة شارب بدفع 261 مليون ين ياباني (3 ملايين دولار أمريكي) كغرامة جنائية. وفقًا للطلب، شاركت مجموعة شارب ومجموعة هيتاشي اليابانية في مؤامرات لتثبيت سعر لوحات TFT LCD لأجهزة نينتيون دي إس ودي إس لايت.

## الحفاظ على البيئة
في نوفمبر 2011، صُنفت شارب في المرتبة 11 في دليل منظمة السلام الأخضر الذي أعيد إطلاقه إلى «إلكترونيات أكثر خضارًا» والذي يصنف 15 مصنعًا للإلكترونيات وفقًا لسياساتهم وممارساتهم لتقليل تأثيرهم على المناخ، وإنتاج منتجات صديقة للبيئة، وجعل عملياتهم أكثر استدامة. تلخص منظمة السلام الأخضر السجل البيئي للشركة على النحو التالي: «تدعم شارب قانونًا جديدًا للطاقة المتجددة في اليابان ولكنها تسجل درجات ضعيفة في جميع معايير العمليات المستدامة».
سجلت شارب 3/10 وحصلت على معظم نقاطها من معايير المنتجات حيث تم الإشادة بالشركة لكفاءة منتجاتها في استخدام الطاقة مع تلبية جميع أجهزة التلفزيون الخاصة بها لأحدث معايير نجمة الطاقة. كما اكتسبت بعض النقاط لوجود هدف طويل المدى نسبيًا لتقليل انبعاثات ثاني أكسيد الكربون بنسبة 2٪ (لكل وحدة إنتاج) لكل عام تقريبًا. كما تم الإشادة بالشركة لدعمها العام لسياسة الطاقة النظيفة، بعد دعوة الحكومة اليابانية لزيادة استخدام الطاقة المتجددة.
سجلت شارب أقل عدد من النقاط في الدليل في فئة العمليات المستدامة، ولم تسجل أي نقاط لإدارة المواد الكيميائية بسبب عدم إبلاغ الالتزامات بالتخلص التدريجي من المواد الخطرة في سلسلة التوريد الخاصة بها. يشير الدليل أيضًا إلى أن شارب افتقرت إلى أي مبادرة لمعالجة مسألة نزاع الموارد واستبعاد الورق الذي يتم الحصول عليه من الموردين المتورطين في قطع الأشجار أو إزالة الغابات بشكل غير قانوني.

## الرعاية
كانت شارب الراعي الرئيسي لنادي مانشستر يونايتد لكرة القدم من عام 1983 حتى عام 2000، في واحدة من أطول صفقات الرعاية وأكثرها ربحًا في كرة القدم الإنجليزية. كان شعار شارب على قمصان يونايتد على مدار 17 عامًا، فاز خلالها الفريق بسبعة ألقاب في الدوري الإنجليزي الممتاز، وخمسة كؤوس الاتحاد الإنجليزي، وكأس دوري كرة القدم، وكأس الاتحاد الأوربي لكرة القدم، ولقب دوري أبطال أوروبا. خلال موسمي 2002/03 و 2003/04، كانت شارب راعية لنادي النجم الأحمر بلغراد خلال حملتها في كأس الاتحاد الأوربي لكرة القدم ودوري أبطال الاتحاد الأوروبي لكرة القدم.
من 2001 إلى 2003، كانت شارب الراعي الرئيسي على أقمصة نادي إنفرنيس.
في يونيو 2012، أصبحت شارب الراعي الاسمي لفريق ركوب الدراجات طواف العالم للدراجات، والذي أصبح يعرف بعد ذلك باسم جارمين شارب.
في سبتمبر 2016، وقعت شارب (بالاشتراك مع ألتو ديجيتال) شراكة مع نادي ستوك سيتي. لمدة عامين كشريك بلاتيني رسمي.

## معرض منتجات الشركة

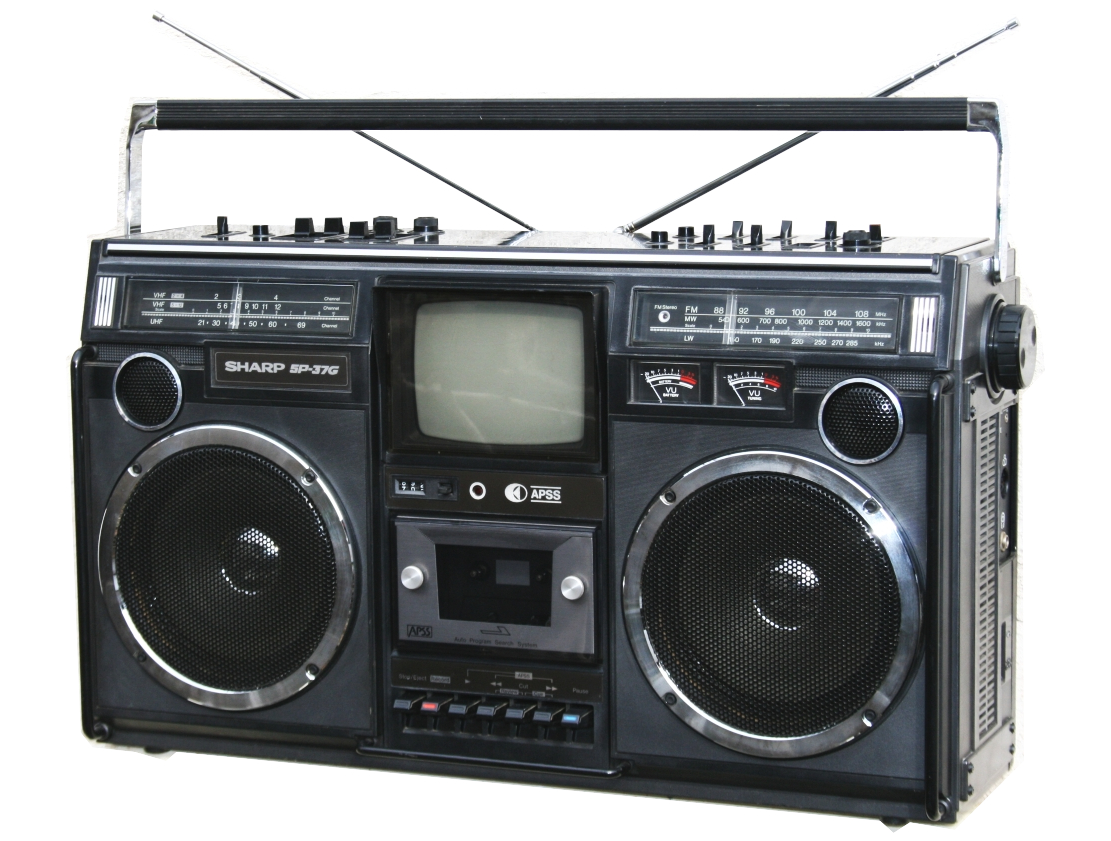
كاسيت شارب موديل 5 بي- 37 جي
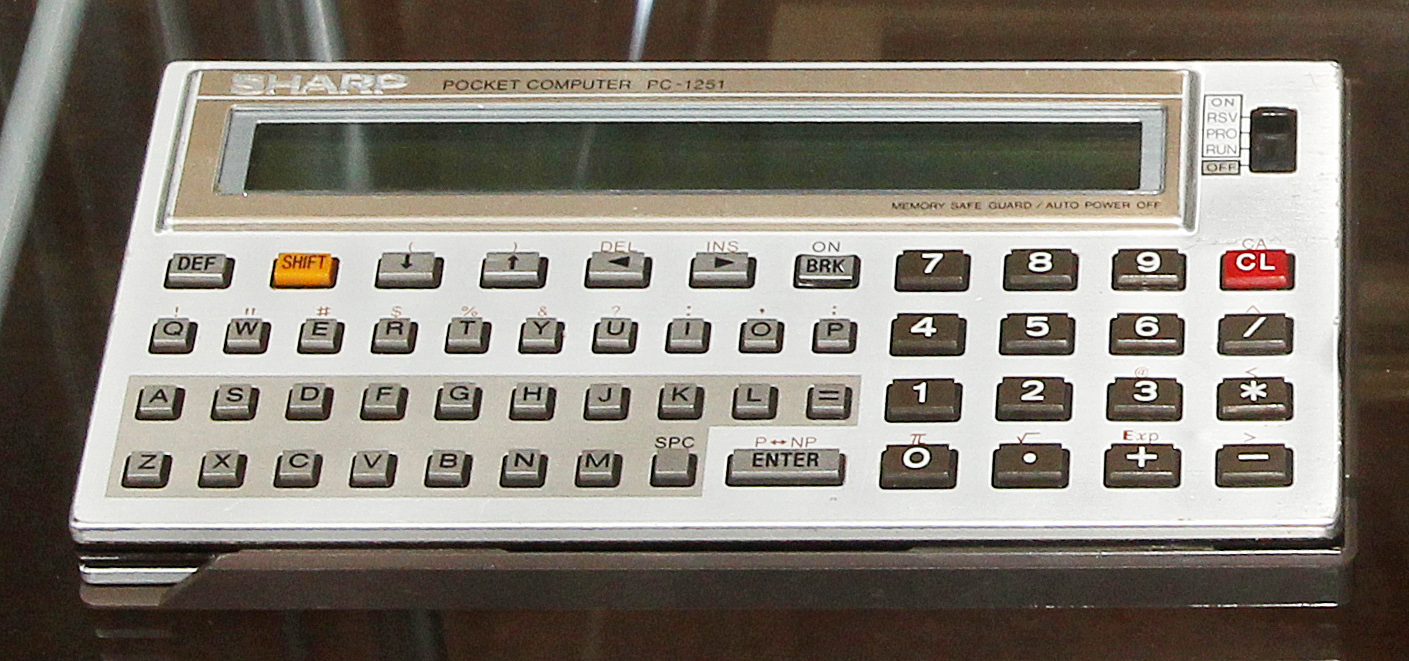
كمبيوتر شارب المحمول موديل بي سي -1251
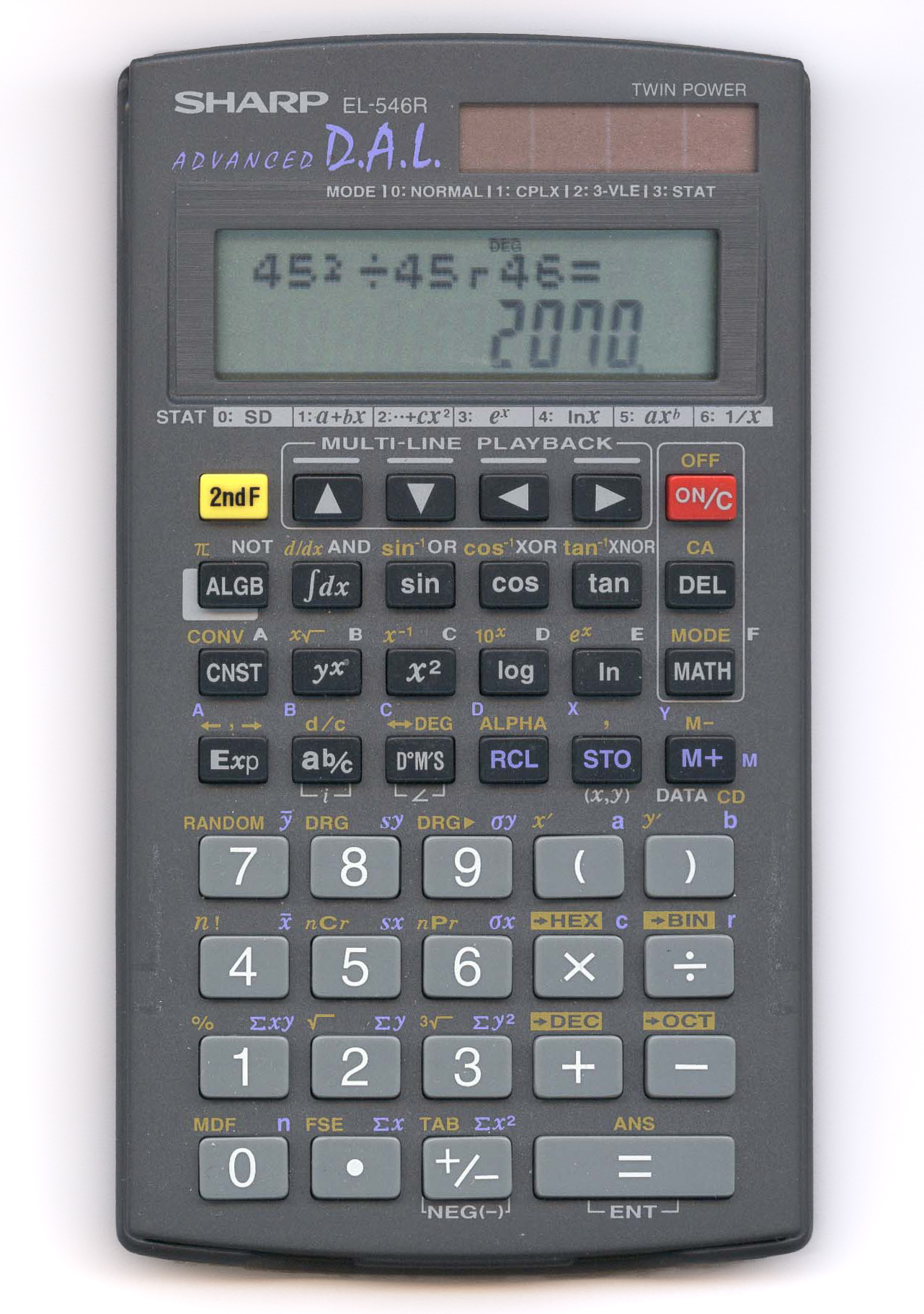
آلة حاسبة شارب موديل إي إل-546 أر
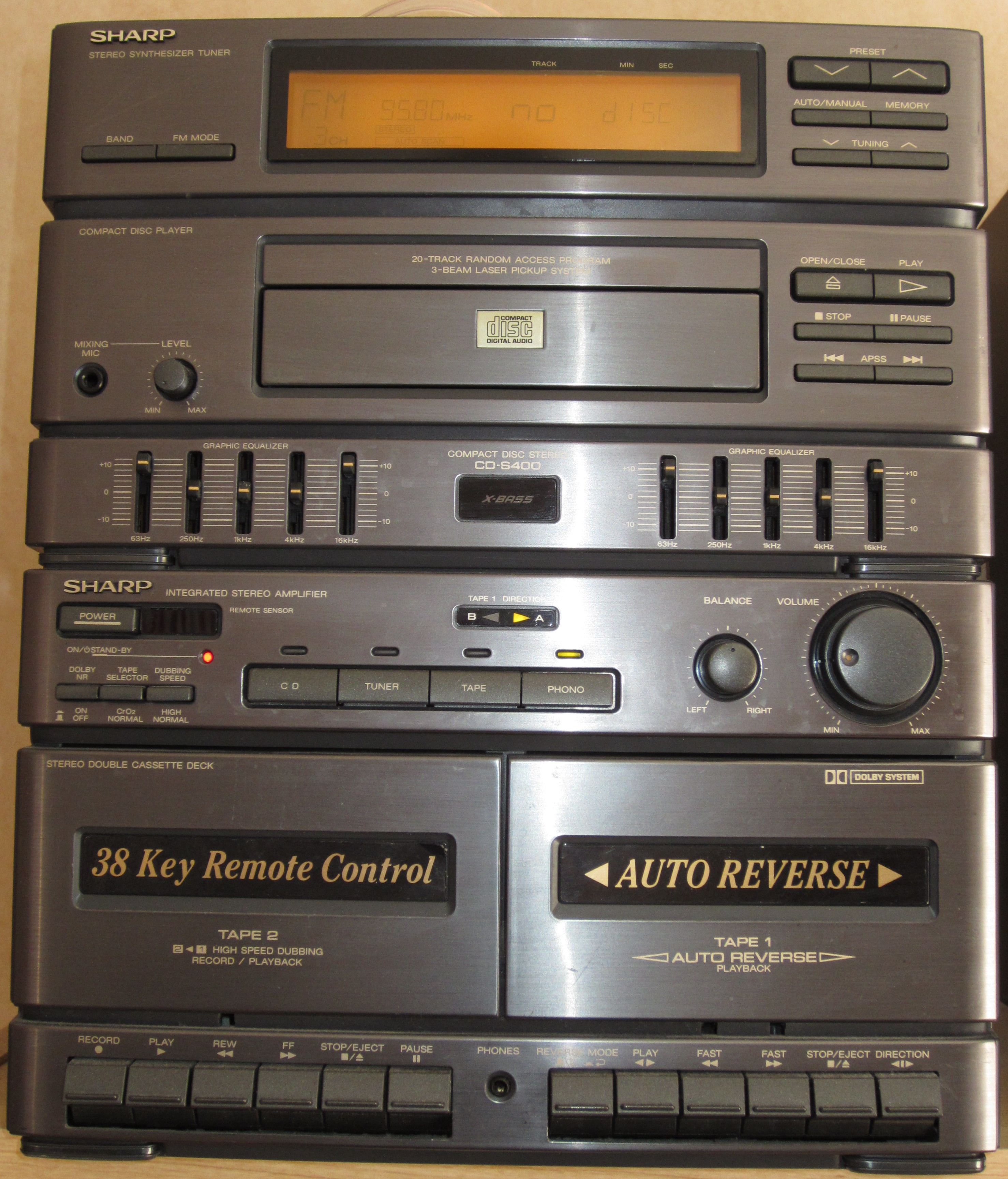
ستيريو شارب موديل سي دي- إس 400
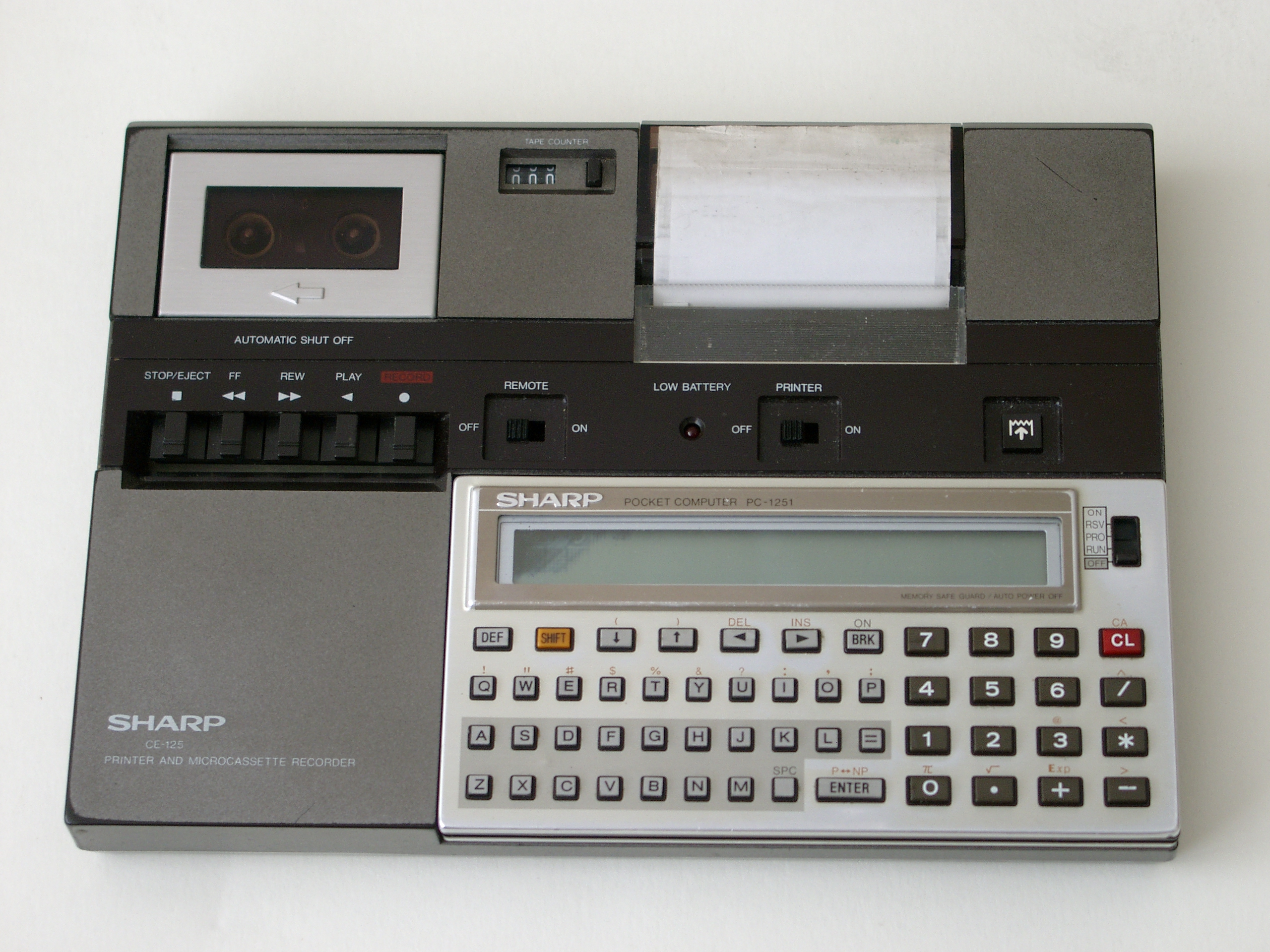
كمبيوتر شارب المحمول موديل بي سي -1251
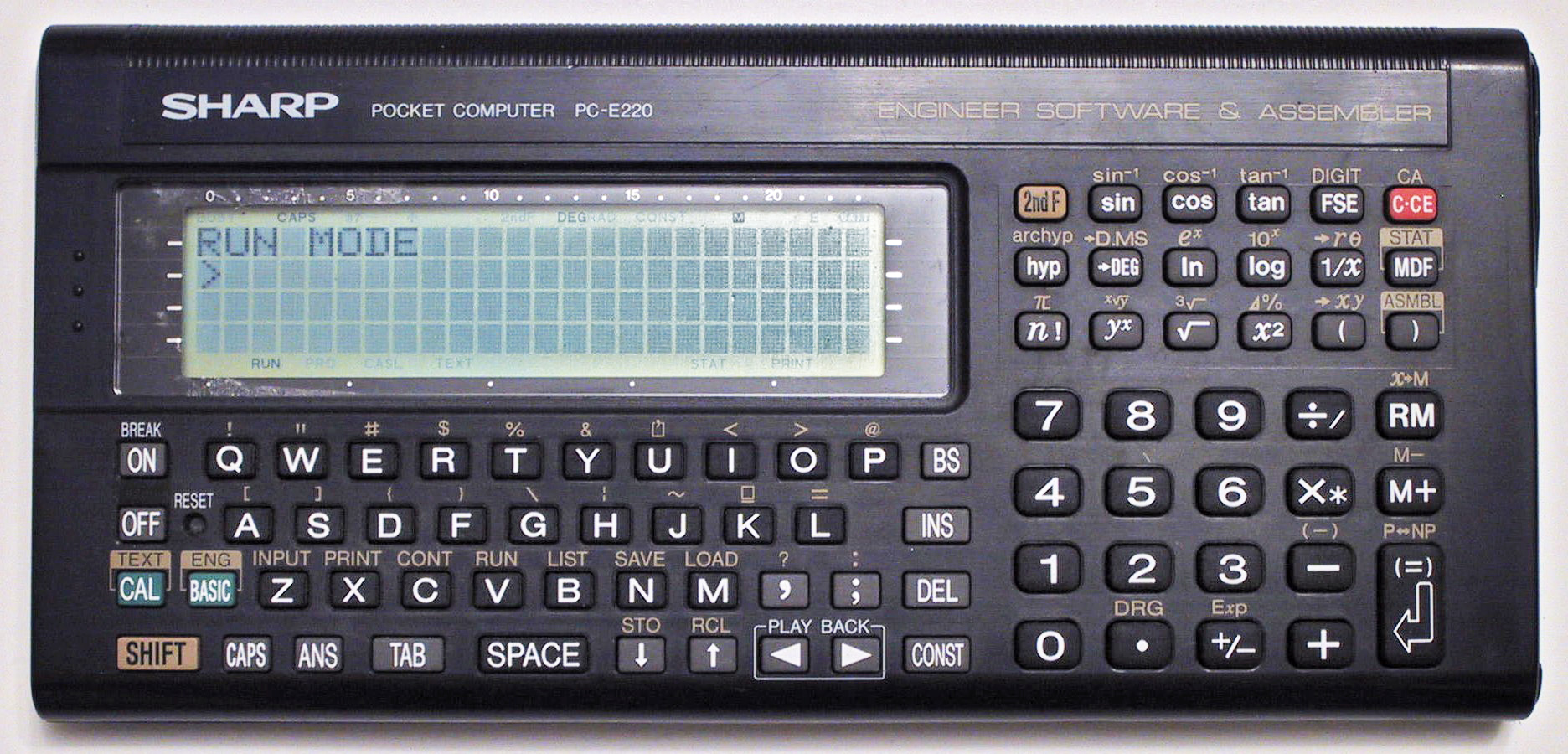
كمبيوتر شارب المحمول موديل بي سي -إي 220
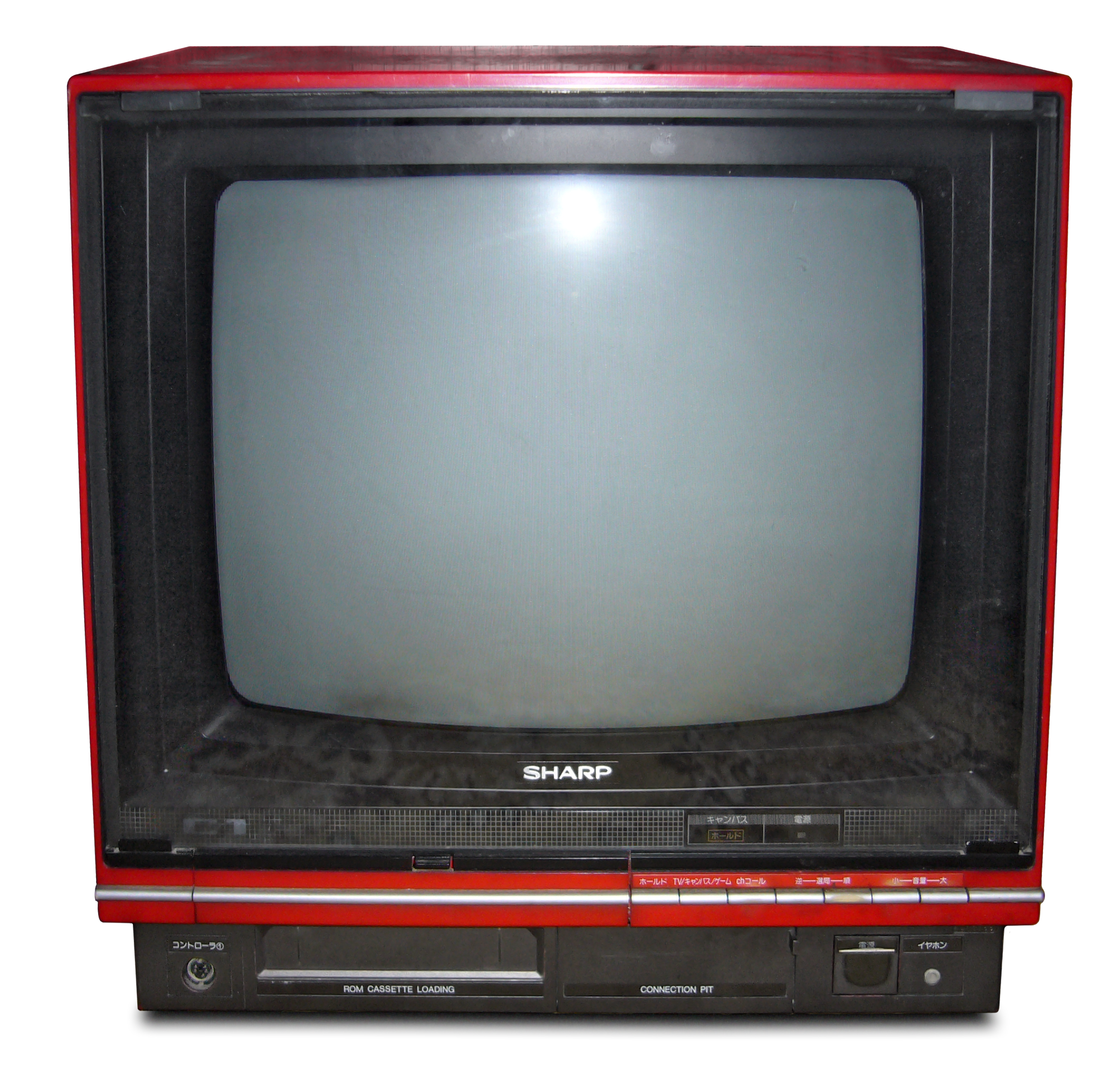
تلفزيون شارب موديل 14 سي- سي 1 أر
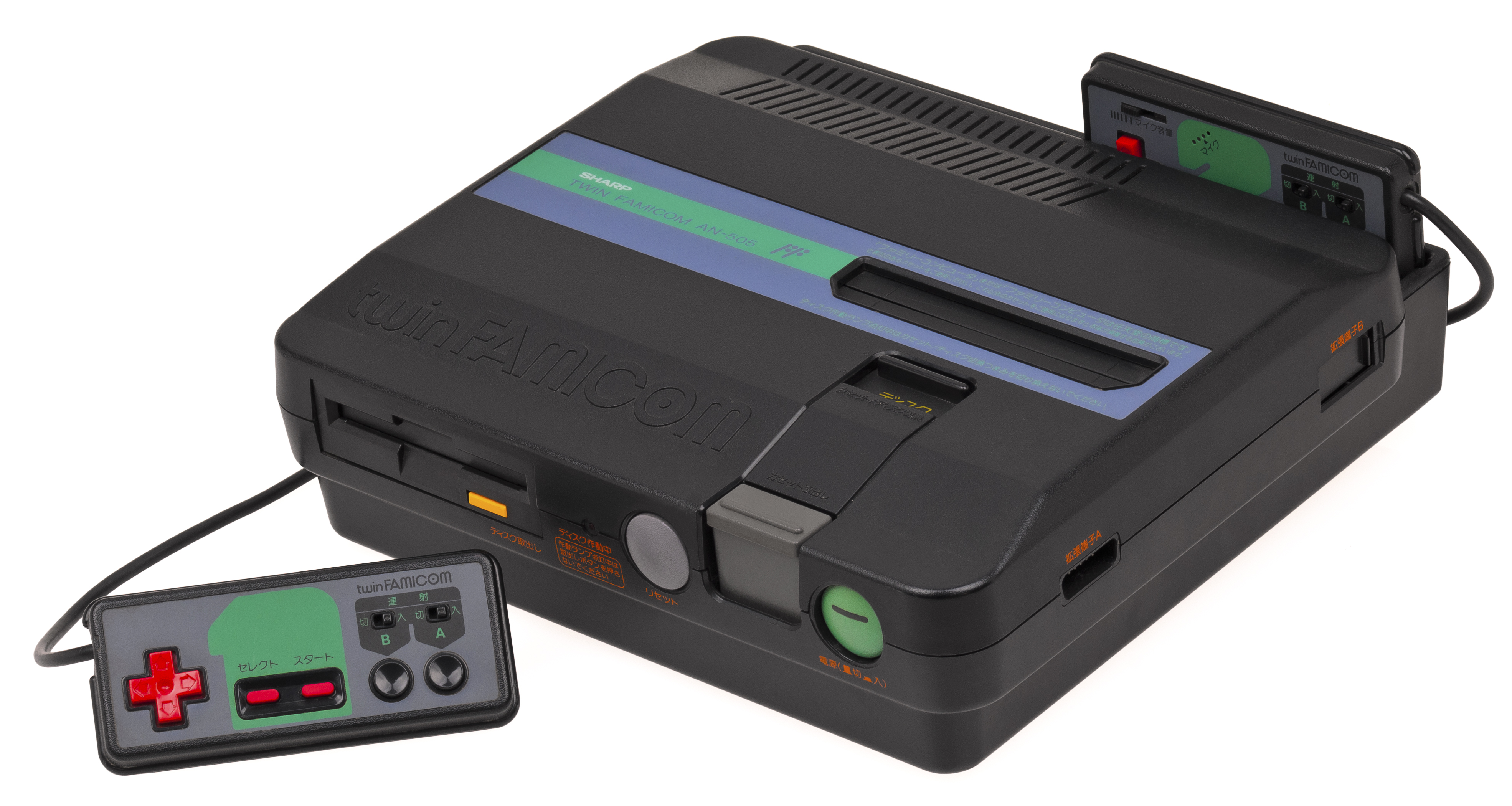
وحدة تحكم شارب توين فاميكون للألعاب المخصصة للسوق الياباني (1986)
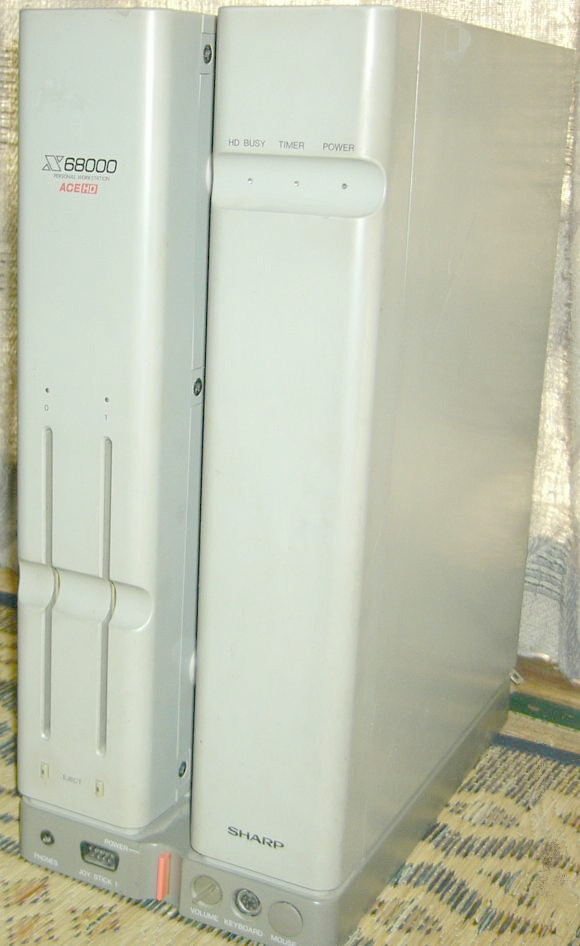
جهاز كمبيوتر منزلي شارب إكس68000 المخصص للسوق الياباني (1988)
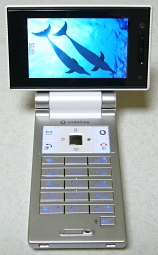
هاتف محمول شارب موديل 905إس إتش للسوق الياباني (2006)
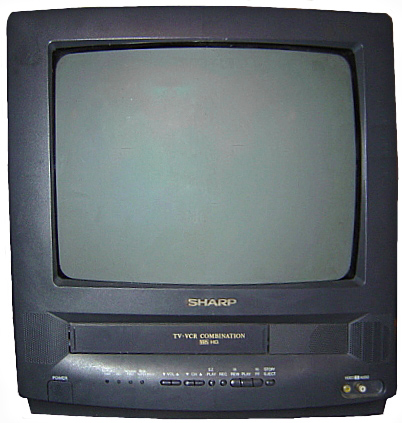
تلفزيون شارب/ في سي آر كومبو
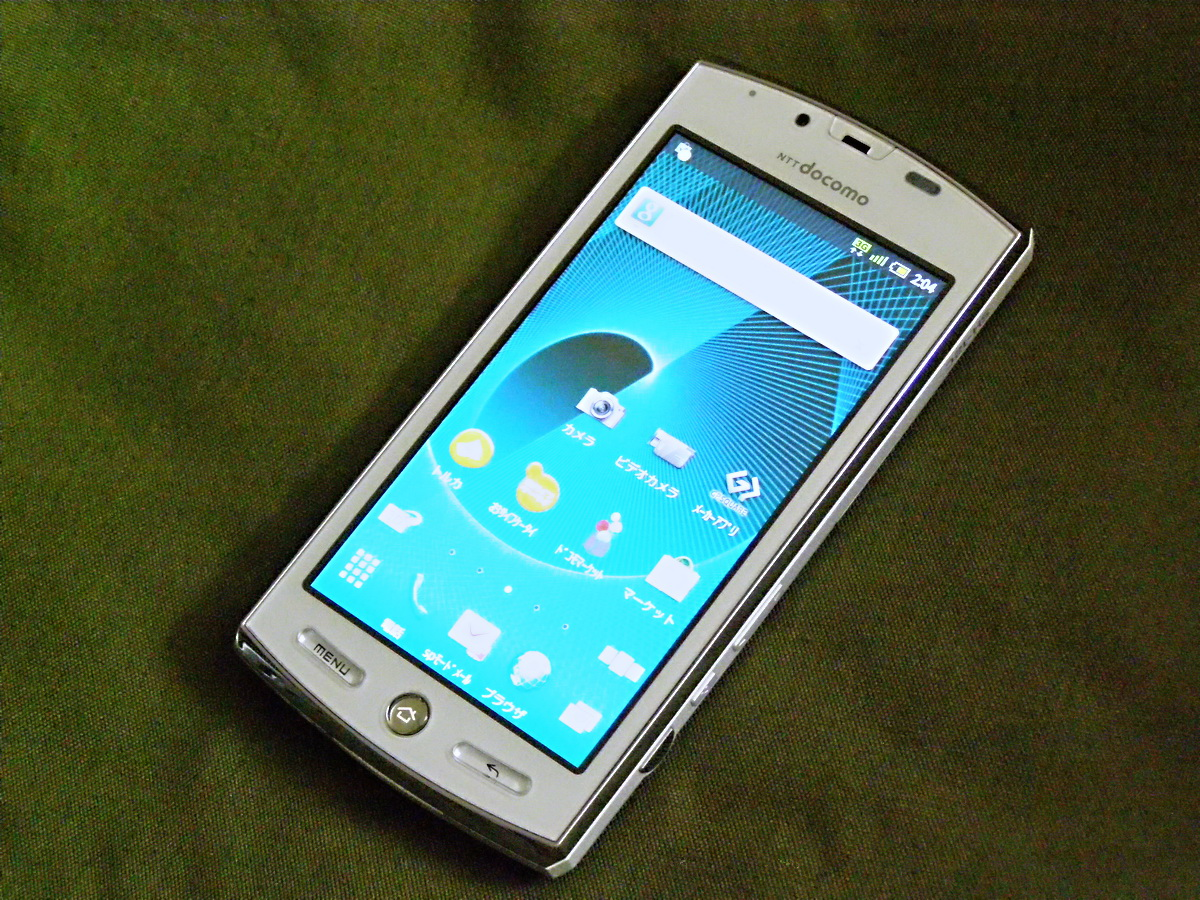
هاتف محمول شارب أكواس إس أتش- 12 سي للسوق الياباني (2011)

## الشعارات
- «حياة جديدة الآن» (في اليابان فقط، سبعينات القرن الماضي- 1985).
- «حياة جديدة للشعب» (في اليابان فقط، في الفترة ما بين عامي 1985-1988).
- «من عقول شارب تأتي منتجات شارب» (فترة الثمانينيات).
- «أضئ حياتك» (في ماليزيا فقط، في فترة الثمانينيات إلى التسعينيات).
- «الأول والوحيد في أندونيسيا» (في أندونيسيا، في الفترة ما بين عام 1997 وعام 2002).
- «كن شارب» في الفترة ما بين عام 2002 إلى عام 2016.[60]
- «كن أصلي» في الفترة ما بين عام 2002 إلى وقتنا الحالي.[61]

## وصلات خارجية
- الموقع الرسمي
- شركة شارب على موقع الموسوعة البريطانية (الإنجليزية)
- شركة شارب على موقع ميوزك برينز (الإنجليزية)

اليوتيوب
- أجهزة تنقية هواء لمجموعة شارب
- لماذا تريد مجموعة فوكسكون شراء مجموعة شارب؟
- احتفال شارب بسنويتها رقم 33
- نبذة عن تاريخ مجموعة شارب